# Читалиште у Крагујевцу
Читалиште у Крагујевцу основано је 16. октобра 1846. године, након пресељења полугимназије из Чачка 1845. године. Грађани Крагујевца основали су читалачко друштво чији је управни одбор послао молбу министру унутрашњих послова који је одобрио стварање читалишта. 

## Историјат
Прва читаоница основана је 24. августа, непосредно пре отварања самог Читалишта. Српске новине у свом 83. броју писале су о свечаном отварању. Већ након 3 године од оснивања престало је са радом, те је било обновљено на иницијативу Крагујевачког позоришта 1853. године. Током наредних пар година напредује и повећава се број чланова. Читалиште је сарађивало како са позориштем тако и са Читалиштем у Београду које му је слало књиге. 
У оквиру Читалишта праћен је рад омладинских скупштина и тада је било главно састајалиште у коме су вођене дебате. Управу Читалишта чинили су, између осталих, млади професори Сретен Стојковић и Пера Ђорђевић. Господин мајор Миша Анастасијевић био је почасни члан и редовно је улагао на годишњем нивоу. 
Читаоница престаје са радом 1888. године. 

## Активности читалишта
Читалиште добија салу у новоподигнутој основној школи 5. октобра 1865. године и тиме добија прилику да активно буде део културних дешавања. Давало је беседе у корист позоришта, Певачког друштва, Ђуре Јакшића, у част Народне скупштине и слично. 
Основано је омладинско друштво Шумадија које је организовало беседе одржаване у оквиру Читалишта. 

## Периодика
У периоду од 1881. године до 1888. Читалиште је имало 25 листова и објавило је Протокол Крагујевачког читалишта за период 1858-1888. Ова публикација једина је сачувана друштвена књига те врсте.

### Домаћи листови
- Српске новине
- Исток
- Тежак
- Хришћански весник
- Застава
- Српска зора
- Стармали
- Глас Црногорца
- Школски лист
- Порота
- Видело (лист)
- Српски лист
- Здравље
- Родољуб

### Страни листови
- Слово
- Кикирики
- Обзор
- Виенац
- Целокупна Блгарија
- С.П. Вједомости
- Новое времја
- Politik
- Der efopue
- Militariše cajtung
- Ueber Land und Meer
- Literatur